# Abacetus acutangulus
Abacetus acutangulus là một loài bọ chân chạy thuộc phân họ Pterostichinae. Loài này được Tschitscherine mô tả lần đầu năm 1903 và là loài đặc hữu của Madagascar.